# Antoinette Taus
Antoinette Cherish Flores Taus (30 de agosto de 1981, Ciudad de Ángeles, Pampanga), conocida artísticamente como Antoinette Taus, es una actriz, cantante y modelo comercial filipina. Anteriormente trabajó como la estrella exclusiva de la red televisiva "GMA" desde 1996 hasta el 2004. Es la hermana mayor de la ex-estrella de chid, Tom Taus. Actualmente reside en Los Ángeles, California, Estados Unidos, allí se hizo famosa en el mundo del espectáculo estadounidense. Más adelante regresó a su país Filipinas, para continuar con su carrera artística. Se dice además que mantuvo una relación amorosa con el actor filipino Dingdong Dantés.

## Filmografía

### Televisión
| Año       | Título                           | Personaje                                                                            | Canal       |
| 1992–1996 | Ang TV                           | Herself                                                                              | ABS-CBN     |
| 1993–1996 | Oki Doki Doc                     | Tonette                                                                              | ABS-CBN     |
| 1996–2002 | Anna Karenina                    | Anna Karenina "Anna" Serrano Monteclaro Victoria 'Bekbek' / Anna Karolina Monteclaro | GMA Network |
| 1997–1999 | T.G.I.S.                         | Bianca de Jesus                                                                      | GMA Network |
| 1997–2004 | SOP Rules                        | Herself / Performer                                                                  | GMA Network |
| 1999–2000 | GMA Love Stories                 | Various                                                                              | GMA Network |
| 2000      | Munting Anghel                   | Florence                                                                             | GMA Network |
| 2001      | Larawan presents Antoinette Taus | Herself                                                                              | GMA Network |
| 2001–2002 | Click                            | Allie                                                                                | GMA Network |
| 2002      | Sana Ay Ikaw Na Nga              | Rosemarie                                                                            | GMA Network |
| 2014      | Tunay Na Buhay                   | Herself/Guest                                                                        | GMA Network |
| 2014      | The Ryzza Mae Show               | Herself/Guest                                                                        | GMA Network |
| 2014      | Sarap Diva                       | Herself/Guest                                                                        | GMA Network |
| 2014      | The Singing Bee                  | Herself                                                                              | ABS-CBN     |
| 2015      | Bridges of Love                  |                                                                                      | ABS-CBN     |

### Películas
| Films | Films                        | Films            | Films       | Films |
| ----- | ---------------------------- | ---------------- | ----------- | ----- |
| Año   | Título                       | Personaje        | Producción  |       |
| 1995  | Patayin sa Sindak si Barbara | Karen            | Star Cinema |       |
| 1998  | I'm Sorry, My Love           | Ria              | VIVA Films  |       |
| 1999  | Honey, My Love, So Sweet     | Jenny            | VIVA Films  |       |
| 1999  | Kiss Mo 'Ko                  | Clarisse Mallari | VIVA Films  |       |